# Wild Grinders
Detonadores, também conhecido em inglês como 'Wild Grinders', é uma série animada de televisão transmitido no canal Nicktoons, da mesma programadora da Nickelodeon . A série foi criada, produzido e vagamente baseada na vida do skatista profissional Rob Dyrdek, a animação conta com distribuição da Moonscoop, foi transmitido originalmente nos Estados Unidos em 27 de abril de 2012. No Brasil a animação começou a ser exibida em 18 de fevereiro de 2013 às 19:45 no canal Gloob. Em Portugal, a animação começou a ser exibida em dezembro de 2012 no canal Panda Biggs e mais tarde no canal RTP 2.

## Sinopse
A série tem como temática o mundo dos esqueitistas e apresenta as loucuras e travessuras de Lil' Rob (baseado no criador da série), um energético pré-adolescente e seus melhores amigos: Meaty, um bulldog inglês com um enorme quadril (baseado em Meaty , um cão que o real Rob Dyrdek possui); Goggles, o amigo nerd, mas leal e de bom coração do Rob, e uma série de outras crianças do bairro, como também os pais e a irmã mais velha adolescente de Rob.

## Episódios
- Astro de Hollywood
- Ataque de Tubarão
- Skate e Unicórnios
- O Parque Temático
- Vendendo Arte
- Reality Show
- O Príncipe e o Skatista
- Zumbis Detonadores
- Histórias de Skate
- A Casa Mal-Assombrada
- Café da Manhã
- Lil Rob do Capuz Vermelho
- O Escolhido
- O Piquenique Anual
- Os Agentes de Preto
- Capitão Detonastro
- Detonadores Escolhidos
- Vídeos Virais
- Mundo Virtual Parte 1
- Mundo Virtual Parte 2
- Pé Grande Detonando
- Paixonite
- Detonamania
- Escoteiros Irados
- Corrida Espacial
- O Segredo do Unicórnio
- Detonadores Pré-Históricos
- Agente Secreto
- A Chowder do Netuno
- Férias em Família
- Mini Detonadores
- Detonadores Natalinos
- Clonando Lil Rob
- Um Novo Irmão
- Invenções Radicais
- Copiando Lil Rob
- O Mágico de Ollie
- Academia Para Cães
- Mundos Paralelos
- O Skatista que Uiva
- Meaty Sangue Azul
- A Volta do Capitão Detonastro
- Basquete entre Skatistas
- Orgulho Perdido
- Trocando as Bolas
- Segredos em Família
- Sem Skate
- Teste Alienígena
- Bonecos e Skatistas
- Circo de Skatistas
- Em Busca do Mestre Sensei
- A Garota Misteriosa de Emo